# Глядянська сільська рада
Глядя́нська сільська рада (рос. Глядянский сельский совет) — сільське поселення у складі Притобольного району Курганської області Росії.
Адміністративний центр — село Глядянське.
Населення сільського поселення становить 4140 осіб (2021; 4601 у 2010, 4957 у 2002).

## Склад
До складу сільського поселення входять:
| Населений пункт     | Населення, осіб (2002) | Населення, осіб (2010) |
| ------------------- | ---------------------- | ---------------------- |
| Арсеновка, присілок | 355                    | 359                    |
| Глядянське, село    | 4335                   | 3964                   |
| Сосновий, селище    | 267                    | 278                    |